# Viktoria Bogdanova
Viktoria Bogdanova-Seledtsova (Tallinn, 24 dicembre 1994) è una ginnasta estone, sorella gemella della ginnastica Olga Kööp.

## Carriera

### Senior
Nel 2010 ai Campionati mondiali di ginnastica ritmica 2010 di Mosca arriva sessantaduesima in qualificazione e ventitreesima nella gara a team.
Nel 2011 ai Campionati mondiali di ginnastica ritmica 2011 di Montpellier arriva quarantottesima in qualificazione e diciottesima nella gara a team.
Nel 2013 ai Giochi Mondiali di Cali arriva sedicesima, mentre ai Campionati mondiali di ginnastica ritmica 2013 di Kiev arriva quarantatreesima.
Nel 2014 partecipa alla World Cup di Pesaro, dove arriva ventisettesima. Ai Campionati mondiali di ginnastica ritmica 2014 di Smirne arriva quarantunesima in qualificazione e sedicesima nella gara a team.
Nel 2015 partecipa alla World Cup di Sofia, dove arriva ventinovesima nell'all-around. Ai Campionati europei di ginnastica ritmica 2015 di Minsk è quindicesima nella gara a team. Ai Campionati mondiali di ginnastica ritmica 2015 di Stoccarda arriva quarantatreesima in qualificazione e diciottesima nella gara a team.
Nel 2016 partecipa alla World Cup di Pesaro, dove arriva venticinquesima. Al Test Event di Rio de Janeiro arriva ventesima, senza riuscire a qualificarsi ai XXXI Giochi Olimpici.
Nel 2017 partecipa alla World Cup di Sofia, dove arriva venticinquesima. Partecipa ai Campionati europei di ginnastica ritmica 2017 di Budapest. Alla XXIX Universiade arriva sedicesima.
Nel 2018 partecipa alla World Cup di Pesaro, dove arriva ventisettesima. Alla World Challenge Cup di Minsk, dove arriva ventiduesima. Ai Campionati mondiali di ginnastica ritmica 2018 di Sofia è quarantesima nella qualificazione all-around e ventesima nella gara a team.
Nel 2019 partecipa alla World Cup di Sofia, dove arriva ventinovesima. Alla World Cup di Baku arriva trentottesima. Ai Campionati europei di ginnastica ritmica 2019 di Baku è trentatreesima. Alla XXX Universiade vince un bronzo alla palla.

## Palmarès

### Universiadi
| Anno | Città  | Risultato | Specialità |
| ---- | ------ | --------- | ---------- |
| 2019 | Napoli | Bronzo    | Palla      |